# Samsung Galaxy Tab 10.1
Die Samsung Galaxy Tab 10.1 und das Samsung Galaxy Tab 8.9 sind auf dem Android-Betriebssystem basierende Tabletcomputer des südkoreanischen Konzerns Samsung. Mit einer Bildschirmdiagonale von etwas mehr als 25 cm ist dieses Galaxy Tab ein direkter Konkurrent des Apple iPad, im Mai 2012 wurde es durch das vor allem im Software-Bereich verbesserte Samsung Galaxy Tab 2 10.1 abgelöst.

## Technische Details
Das TFT-LC-Display misst 21,76 cm × 13,60 cm bei einer Diagonale von 25,66 cm (10,1 Zoll) und einer Auflösung von 1280 × 800 Pixeln (Pixelgröße 0,0289 mm²). Dem 1,0-GHz-Dualcore-Prozessor stehen 1024 MB Arbeitsspeicher zur Verfügung. Zu den weiteren Eigenschaften zählen eine Videokamera mit HD-Auflösung (1280 × 720 Pixel), teilweise Mobilfunk mit HSPA+ bis 21 Mbit/s, WLAN-Unterstützung und eine Fotokamera mit LED-Blitz, sowie Bluetooth 3.0, Beschleunigungssensor, Näherungssensor, Umgebungslichtsensor, Digitaler Kompass (Magnetometer). Ein Update auf Android 4.0 Ice Cream Sandwich ist verfügbar, die letzte Version hatte es schon im Auslieferungszustand.

## Versionen und Unterschiede

### Samsung Galaxy Tab 10.1v
Das GT-P7100 war als erstes ab dem 31. Mai 2011 verfügbar und wurde exklusiv über Vodafone verkauft. Es verfügte über ein 3G-Mobilempfangsteil und wurde mit Android 3.0 ausgeliefert. 8,0 MP Kamera
, Abmessungen 246,2 × 170,4 × 10,9 mm, Gewicht 599 g.

### Samsung Galaxy Tab 8.9
Am 30. Juni 2011 folgten GT-P7310 (Wi-Fi) und GT-P7300 (3G) und wurde mit Android 3.1 ausgeliefert. 3,0 MP Kamera, Abmessungen 230,9 × 157,8 × 8,6 mm, Gewicht 470 g.

### Samsung Galaxy Tab 10.1
Am 31. Juli 2011 folgten GT-P7510 (WiFi), GT-P7500 (3G) und wurde mit Android 3.2 ausgeliefert. Das Display wurde geändert auf PLS. 3,2 MP Kamera, Abmessungen 257 × 175 × 8,6 mm, Gewicht 569 g. Auf Grund eines Rechtsstreits mit Apple (s. u.) brachte Samsung nur fünf Monate nach Verkaufsstart das Tablet in leicht veränderter Form neu heraus.

### Samsung Galaxy Tab 10.1N
Am 31. Dezember 2011 folgten GT-P7511(WiFi), GT-P7501(3G) und wurde mit Android 4.0 ausgeliefert. Das Display war unverändert PLS. Kamera 3,2 MP, Abmessungen 257 × 175 × 8,6 mm, Gewicht 569 g.

## Rechtsstreit mit Apple
Am 9. August 2011 erwirkte Apple vor dem Landgericht Düsseldorf eine einstweilige Verfügung gegen die deutsche Tochter von Samsung, die den Verkauf des Galaxy Tab 10.1 zunächst in der Europäischen Union (bis auf die Niederlande) untersagte (Aktenzeichen: 14c O 194/11). Apple wirft Samsung vor, das geschützte Geschmacksmuster des iPads zu imitieren und dadurch den „Kultstatus“ des Apple-Konkurrenzprodukts für sich auszunutzen. Die Verfügung wurde am 16. August 2011 vom Landgericht auf Deutschland eingeschränkt. Am 9. September 2011 bestätigte das Landgericht Düsseldorf, dass Samsung Deutschland sein Tablet-PC-Modell nicht vertreiben darf. Für Samsung Deutschland gelte dieses Verkaufsverbot europaweit, entschied das Gericht. Samsung hat gegen das Düsseldorfer Urteil Berufung eingelegt, eine mündliche Berufungsverhandlung sollte jedoch vermutlich erst 2012 stattfinden.
Das Verfahren in Düsseldorf ist Teil eines weltweiten Konflikts der beiden Großkonzerne. Nach Angaben des Patentexperten Florian Müller stehen derzeit (Stand: September 2011) 23 Klagen weltweit an. Auf die Verfügbarkeit der Geräte in Deutschland hat das Düsseldorfer Urteil keine gravierenden Auswirkungen. Der deutschen Tochter von Samsung ist es untersagt, das Gerät in den Handel zu bringen. Der südkoreanische Mutterkonzern Samsung International hat jedoch weiter die Möglichkeit, Geräte nach Deutschland zu liefern. So wurde beispielsweise das weiße Galaxy Tab 10.1 im September 2011 von über zwanzig Online-Shops mit Sitz in Deutschland zum sofortigen Verkauf in Deutschland angeboten.
Am 17. November 2011 hat Samsung eine eigens für Deutschland veränderte Version des Tablets mit dem Namen Galaxy Tab 10.1N veröffentlicht. Nach Aussage von Samsung soll diese nicht mehr gegen das im Urteil vom Landgericht Düsseldorf beanstandete Design des Vorgängers verstoßen. Am 30. November 2011 beantragte Apple auch gegen die veränderte Version des Tablets (Galaxy Tab 10.1 N) beim Landgericht Düsseldorf eine einstweilige Verfügung. Das Landgericht Düsseldorf wies am 9. Februar 2012 den Antrag von Apple ab, den Vertrieb des Gerätes in der Bundesrepublik zu untersagen. Das im Vergleich zum Vorgängermodell abgeänderte Design unterscheide sich in ausreichendem Maße vom iPad, auch wenn die Gestaltung an das iPad angelehnt sei, so das Gericht.
Auch in den Vereinigten Staaten lieferten sich Apple und Samsung einen Rechtsstreit um das Galaxy Tab 10.1. Nachdem Apple im Juni 2012 ein landesweites Import- und Verkaufsverbot für das Tablet erwirkt hatte, wurde dieses Anfang Oktober wieder aufgehoben. Das Gerät hat nach Meinung des Gerichts nicht das angeführte Designpatent von Apple verletzt.